# Pieczęć stanowa Alabamy

Pieczęć stanowa Alabamy

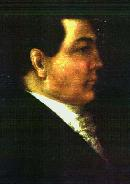
William Wyatt Bibb, autor

Pieczęć z lat 1868–1939

Pieczęć stanowa Alabamy przedstawia jej mapę, na której zaznaczono największe rzeki oraz sąsiednie stany. Została zaprojektowana w 1817 roku przez Williama Wyatta Bibba, jedynego gubernatora Terytorium Alabamy i późniejszego pierwszego gubernatora stanu Alabama. Projekt ostatecznie przyjęto w 1819 roku. 